# Aleksander Czetwertyński
Aleksander Czetwertyński herbu Pogoń Ruska (zm. 1769 w Mikołajowie) – podkomorzy bracławski w 1765 roku, podsędek bracławski w 1744 roku, pułkownik wojsk koronnych, poseł na sejmy, starosta pułtowiecki.

## Życiorys
Był konsyliarzem konfederacji generalnej 1764 roku jako marszałek konfederacji województwa bracławskiego. Był posłem województwa bracławskiego na sejm konwokacyjny 1764 roku. Elektor Stanisława Augusta Poniatowskiego z województwa bracławskiego w 1764 roku. Był konsyliarzem województwa bracławskiego w konfederacji barskiej w 1768 roku. Wzięty do niewoli przez wojska rosyjskie.